# Lo-fi
Lo-fi (od ang. low fidelity „niska dokładność”) – termin używany do opisu sposobu nagrywania muzyki. Cechuje się niską jakością nagrań, wynikającą z przemyślanej koncepcji artystycznej – najczęściej w celu podkreślenia odrębności od mainstreamowych zespołów rockowych lub uzyskania autentycznego, „nieprzeprodukowanego” brzmienia. Po nagrania niskiej jakości sięgały jednak również m.in. zespoły metalowe. Jako źródła stylistyki lo-fi najczęściej wymieniane są nagrania Beach Boys, The Rolling Stones i Buddy’ego Holly.